# Otto Buhbe

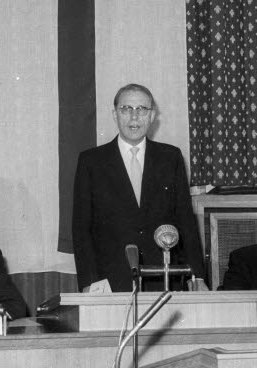
Otto Buhbe bei der Eröffnung der VELKD-Generalsynode (1965)

Otto Buhbe (* 16. April 1903 in Hamburg; † 27. Juli 1993 in Schöppenstedt) war ein deutscher Landwirt. Über Jahrzehnte war er ehrenamtlicher Kommunalpolitiker und Synodaler der Evangelisch-lutherischen Landeskirche in Braunschweig.

## Leben
Buhbe war das 7. Kind eines Weinhändlers am Großneumarkt. Als er den Vater im Alter von sechs Jahren verloren hatte, verbrachte Buhbe mit seinen Geschwistern alle Ferien auf dem Bauernhof der Mutter in Alsterdorf. Nach dem Abitur machte er vor allem in Schleswig-Holstein eine vierjährige landwirtschaftliche Lehre. Dass er auf einem Hof in Laboe zwei Jahre mit den Knechten arbeitete, empfand er für seine Entwicklung als vorteilhaft.
Bei dem guten Ruf ihrer Landwirtschaftlichen Fakultät immatrikulierte er sich im Herbst 1926 an der Friedrichs-Universität Halle. Auf Empfehlung eines Onkels bei den Münchener Franken wurde er im Corps Palaiomarchia aktiv. Er hörte rechtswissenschaftliche und philosophische Vorlesungen und engagierte sich im Hochschulring deutscher Art, dessen Vorsitzender er im 3. und 4. Semester war. Als Inaktiver wechselte er zum Wintersemester 1928/29 an die Friedrich-Wilhelms-Universität Berlin, an der er im November 1929 Diplomlandwirt wurde. Da er keine Möglichkeit für den Erwerb eines Gutshofes sah, begann er noch im Wintersemester 1929/30 Volkswirtschaft zu studieren. Er gab das Zweitstudium auf, als sich überraschend die Gelegenheit ergab, den heruntergekommenen Kreuzhof (Schöppenstedt) zu kaufen.
Nachdem er 1937 und 1938 zweimal zwei Monate als Freiwilliger bei der Wehrmacht gedient hatte, wurde er im November 1939 als Gefreiter zu einem Ersatzbataillon einberufen. Da ihm der Wiederaufbau des Kreuzhofs zu einem leistungsstarken Betrieb gelungen war, wurde er im Interesse der Kriegsernährungswirtschaft im September 1940 entlassen. Im Frühjahr 1945 an Tuberkulose erkrankt, kam er nach Sülzhayn in der Sowjetischen Besatzungszone. Als Seuchenkranker durfte er im Oktober 1945 nach Bad Rehburg (in der Britischen Besatzungszone) ausreisen. Im März 1946 konnte er zu seiner Familie und den vielen Flüchtlingen auf dem Kreuzhof zurückkehren. Der Betrieb war bis 1949 beschlagnahmt.
Im Frühjahr 1948 wurde Buhbe in den Kirchenvorstand der Propstei Schöppenstedt gewählt. Bald Vorsitzender, wurde er 1952 und 1961 für insgesamt 18 Jahre in die Synode der Evangelisch-lutherischen Landeskirche in Braunschweig gewählt. Als ihren (ehrenamtlichen) Präsidenten entsandte sie ihn 1961 erstmals in die Generalsynode der Vereinigten Evangelisch-Lutherischen Kirche Deutschlands, deren Präsident er bis 1973 war. Seit 1948 Mitglied der CDU und Ratsherr, wurde Buhbe im Herbst 1949 Nachfolger von Schöppenstedts abgewähltem Bürgermeister. 1952 und noch einige Male wiedergewählt, saß er über 28 Jahre (bis 1975) in der Gemeindevertretung. 1973 erhielt er das Bundesverdienstkreuz I. Klasse.
Im Hallenser Hochschulring hatte Buhbe den Schriftsteller Hans Schwarz kennengelernt. Ende der 1930er Jahre von Buhbe aufgenommen, lebte Schwarz bis zu seinem Tod über drei Jahrzehnte bei Buhbe. 1950 gehörte Buhbe zu den Gründern des Freundeskreises Till Eulenspiegel, den er über 27 Jahre leitete. 1980 wurde er Ehrenvorsitzender des Vereins, der das Till-Eulenspiegel-Museum Schöppenstedt initiierte.
Zeitlebens engagierter Corpsstudent, lehnte Buhbe in der Nachkriegszeit zwar die „gemeinsame Rekonstitution“ seines Corps Palaiomarchia mit dem Corps Masovia zum Kieler Corps Palaiomarchia-Masovia ab, engagierte sich aber in den Altherrenvereinen und suchte immer das Gespräch mit den Jungen. 1960 erhielt er auch das Masurenband.